# フロッタージュ
フロッタージュ（frottage）は、 シュルレアリスムで用いられる技法の1つ。フランス語の 「frotter（こする）」に由来する。
木の板、石、硬貨など、表面がでこぼこした物の上に紙を置き、鉛筆などでこすると、表面のでこぼこが模様となって、紙に写し取られる。このような技法や、その技法により制作された作品を「フロッタージュ」と呼ぶ。一般的には鉛筆や木炭を使用するが、他に丸めたインクやチョーク、ワックスほかの素材を使用する場合もある。
フロッタージュの作品は、デカルコマニーの作品と同様に、制作者のコントロールが部分的には効かず、また、見る者により、何に見えるかが、異なるという可能性がある。
1925年、マックス・エルンストが始めたといわれ、その後も特に好んで用いた。エルンストによるフロッタージュの作品集としては1926年にパリで刊行された『博物誌』（Histoire Naturelle (natural history)）が存在する。エルンストは、フロッタージュを油彩画にも応用し、作品を残している（例えば、1927年の「Forest and Dove」（テイト・ギャラリー所蔵））。